# Ланца, Козимо Дамиано
Ко́зимо Дамиа́но Ла́нца (итал. Cosimo Damiano Lanza; р. 12 апреля 1962 года, Лепорано, Италия) — итальянский пианист, клавесинист

 и композитор.

## Биография
Козимо Дамиано Ланца родился в Лепорано (Южная Италия) в 1962 году. Начал брать уроки игры на фортепиано в раннем возрасте; впоследствии совершенствовал фортепианное мастерство с Микеле Марвулли и Йоргом Демусом, а искусство игры на клавесине — с Пьером Антаем и Кристофером Стейнбриджем.
Был приглашён для выступлений с концертами и проведения мастер-классов в крупнейшие музыкальные учреждения мира. Некоторые его выступления были записаны итальянской телерадиокомпанией RAI. Являлся президентом или членом жюри в различных международных фортепианных конкурсах, таких как «Международный конкурс пианистов им. Лучано Ганте», «Конкурс Арканджело Сперанца», «Premio Italia Olimpo Pianistico», «Международный конкурс пианистов в Барлетте» (Concorso Pianistico Internazionale di Barletta). С 1996 года является директором Средиземноморской Музыкальной Академии в городе Таранто и арт-директором конкурса «Premio Italia Olimpo Pianistico».
Помимо старинной музыки, к которой Ланца проявляет особый интерес, в его репертуар входят произведения эпохи романтизма и современная академическая музыка (Луиджи Даллапиккола, Лучано Берио, Карлхайнц Штокхаузен, Джон Кейдж). Активно сотрудничает с молодыми музыкантами.
В исполнении Ланца выходили записи произведений Фредерика Шопена, Роберта Шумана и Джона Кейджа. В издательстве «Бербен» в г. Анкона были изданы его «Шесть прелюдий для фортепиано» (изд. номер 3346, каталогизированы в Национальной центральной библиотеке Флоренции).

## Педагогическая деятельность
Был приглашён вести мастер-классы в:
- Университет Бригама Янга в Прово (США) (Brigham Young University) в 2004 году,
- Международную музыкальную школу в Мюнхене (Internazionale Musikschule, Германия) в 2008 году,
- Консерваторию в городе Мурсия (Испания) в 2005 году,
- Консерваторию в городе Гап (Франция) в 2004 году,
- Международную академию искусств в Риме (Accademia Internazionale delle Arti, Италия) в 2013 году,
- Средиземноморскую Музыкальную академию в Таранто (Accademia Musicale Mediterranea, Италия) с 1996 года,
- Академию изящных искусств Умбрии в Перудже (Италия) с 1997 года,
- Театро ди Сироло в Анконе (Италия) с 2007 года,
- Европейскую музыкальную академию в Неаполе (Accademia Musicale Europea, Италия) в 2011 году,
- Консерваторию им. П. И. Чайковского в Ночера-Теринезе (Италия) с 2013 года.

## Премии и награды
На протяжении музыкальной карьеры Козимо Дамиано Ланца получил различные официальные премии и награды:
- 2010 год — бронзовая медаль за артистические заслуги от президента Италии Джорджо Наполитано
- 2009 — Премия «Saturo d’Argento»[2]
- 2008 — Премия «Tebaide d’Italia»